# Province de Los Andes (Bolivie)
Pour les articles homonymes, voir Province de Los Andes.
Los Andes est une province dans le département de La Paz, en Bolivie.